# Tändsticksområdet

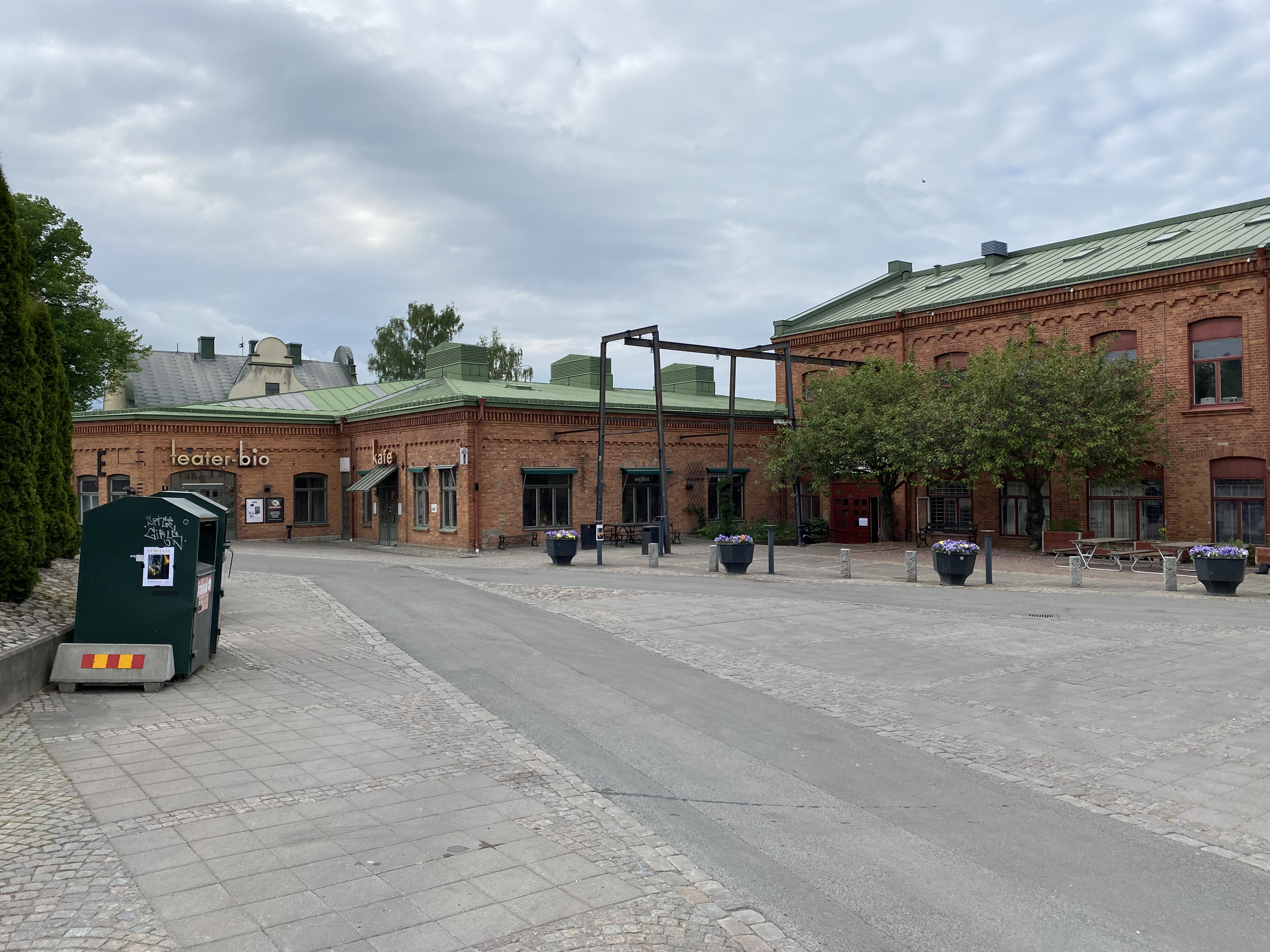
Kulturhuset på tändsticksområdet.

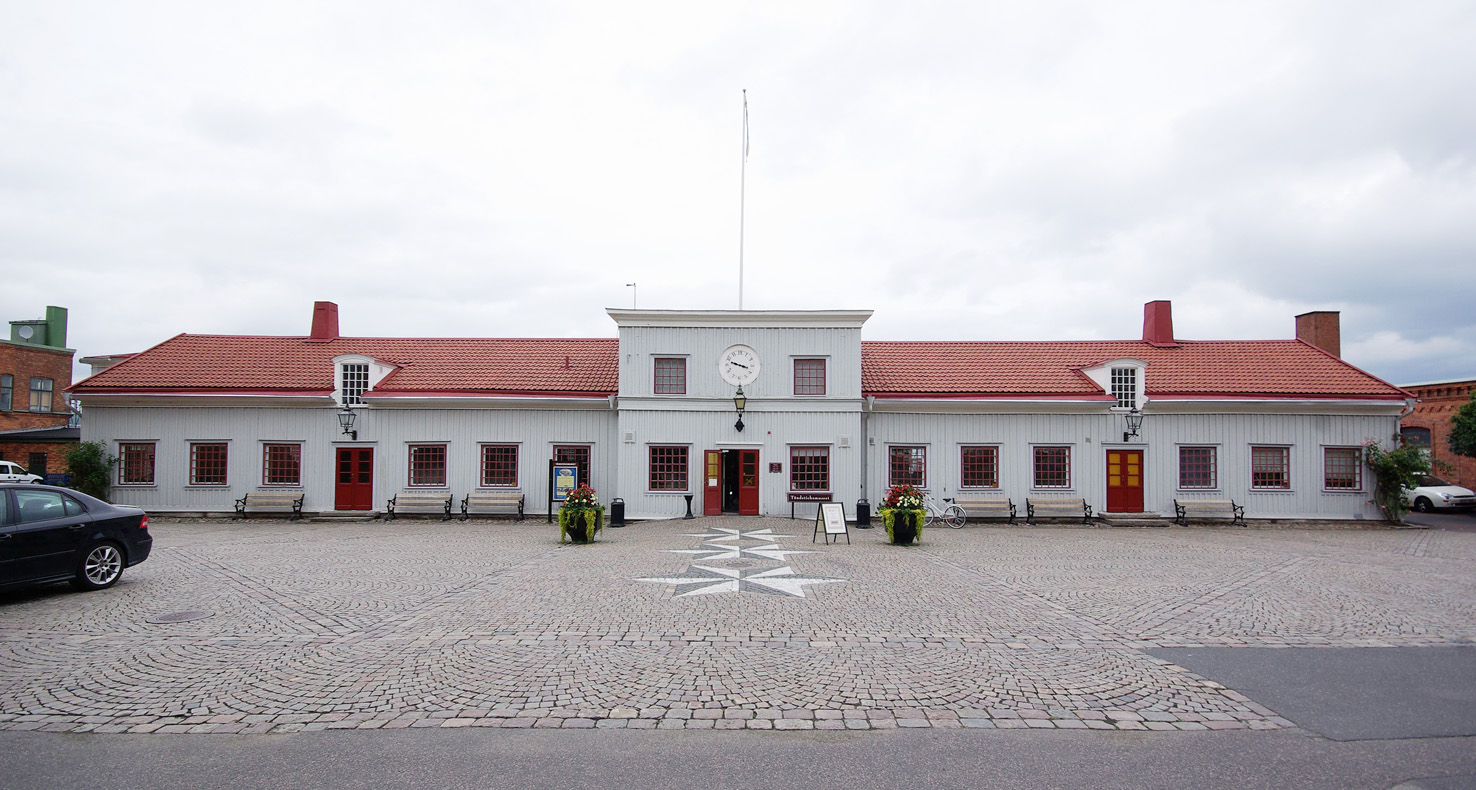
Tändsticksmuseet.

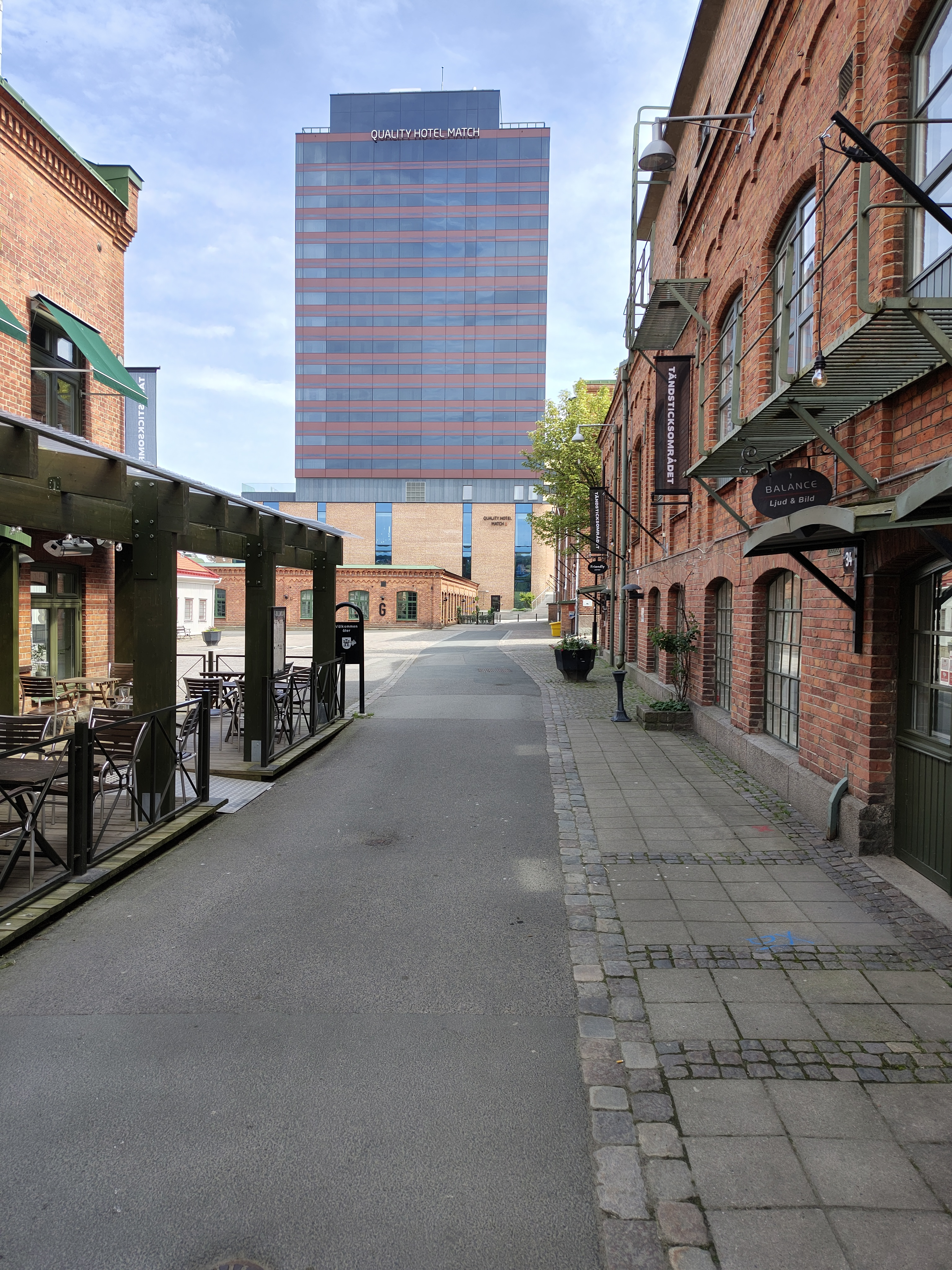
Tändsticksmrådet med Jönköpings högsta byggnad i bakgrunden

Tändsticksområdet är ett kvarter på väster i centrala Jönköping som består av delar av tegelbyggnader som tidigare var Jönköpings Tändsticksfabriks fabriksbyggnader. Idag består området till största delen av restauranger och butiker, men på området finns även bostäder, ett hotell, Jönköpings kulturhus samt tändsticksmuseet.

## Historia
Den första byggnaden på området byggdes 1847. Det är den träbyggnad som idag är tändsticksmuseet. 1910 var fabrikens område 15,4 ha stort och bestod av ca 70 byggnader.
I början av 1970-talet  lades tändstickstillverkningen ner och kommunen tog över området. 

## Efter fabriken
Planen var från början att riva byggnaderna som stod där och bygga nya bostäder. Snart insåg de styrande dock platsens speciella prägel och kulturhistoriska värde och det beslutades att den skulle bevaras. Sedan mitten av 1980-talet pekas området ut i kommunens kulturmiljöprogram. 
I mitten av 1980-talet flyttade kulturhuset in på området och det blev startskotten för utvecklingen av området som det ser ut idag med fokus på kultur, kreativitet och kunskap. Under början av 2010-talet antog kommunen en detaljplan med fokus på att göra området till en mötesplats. Det innebär bland annat att lokaler i markplan i första hand hyrs ut till öppna verksamheter som till exempel caféer, butiker och frisersalonger.

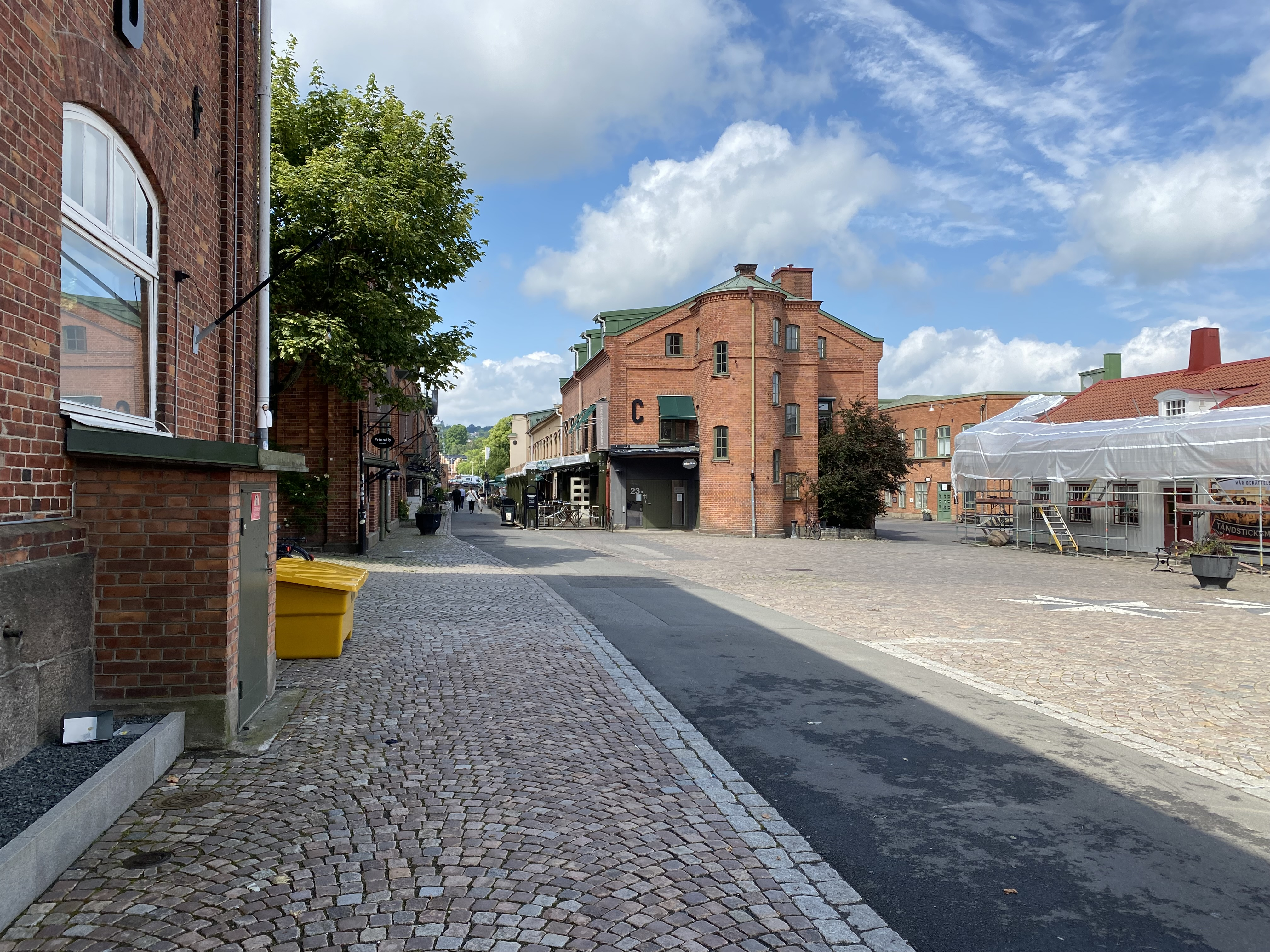
Tändsticksområdet i Jönköping